# コンセール・コロンヌ
コンセール・コロンヌ (Concerts Colonne) は、1873年に創設されたパリのオーケストラである。コロンヌ管弦楽団(Orchestre Colonne)とも呼ぶ。エドゥアール・コロンヌが初代の総監督であった。コンセール・ラムルー、コンセール・パドルーとともに、パリ3大民間オーケストラの一角を占める。

## 歴史
1873年5月、音楽出版社主ジョルジュ・アルトマン (Georges Hartmann) が、ヴァイオリニストで指揮者のエドゥアール・コロンヌを招いてコンセール・ナシオナル (Concert National) を組織し、オデオン座を本拠とした。シーズンの8回の演奏会では、マスネの『マリー・マグドゥレーヌ』、サン＝サーンスの『チェロ協奏曲第1番』の初演や、ベルリオーズの『ファウストの劫罰』の23年ぶりの再演なども行い、好評ではあったものの赤字で、アルトマンは手を引いた。
1873年11月、コロンヌはシャトレ座にコンセール・シャトレ芸術協会 (Association Artistique des Concerts du Chatelet) を設立し、サン＝サーンス、マスネ、シャルパンティエ、フォーレ、ダンディ、ドビュッシー、ラヴェル、デュカス、ヴィドール、シャブリエなどの、フランス近代音楽を紹介した。ワーグナー、R.シュトラウスなどの作品も演奏した。
19世紀を通じては、サラサーテ、イザイらが来演し、モットル、ワインガルトナー、マーラー、チャイコフスキー、ドビュッシー、グリーグらが客演指揮した。
1892年4月に、コンセール・コロンヌ芸術協会 (Association Artistique des Concerts Colonne) と改名した。
代々の総監督を、次項に示す。
それぞれ、ガブリエル・ピエルネとポール・パレーとが在任した20世紀前半の二つの世界大戦時には、演奏の質を保つため、コンセール・ラムルーと組んだこともあった。なお、第二次世界大戦のナチス占領下においては、ユダヤ人であったコロンヌの名ではなく、「コンセール・ガブリエル・ピエルネ」に改名させられていたが、解放後ただちに「コンセール・コロンヌ」に戻された。
以来、プロコフィエフ、メニューイン、マタチッチ、マウリシオ・カーゲル、アルミン・ジョルダン、ミシェル・コルボ、ジョゼ・ヴァン・ダム、シルヴァン・カンブルラン、ケント・ナガノ、ルチア・アリベルティ、ステファヌ・ドゥネーヴらが来演している。
1981年に専属の合唱団を創設し、以降ハイドンの『天地創造』、プーランクの『グローリア』、ドビュッシーの『シレーヌ』（『夜想曲』第3曲）、ヴェルディの『聖歌四篇』などを上演した。1986年には、デュリュフレの『レクイエム』の録音で、リリック・ディスク・国際アカデミー (l'Académie Nationale du Disque Lyrique) のグラン・プリを受賞した。

## 歴代の総監督
- エドゥアール・コロンヌ：1873年 - 1910年
- ガブリエル・ピエルネ：1910年 - 1932年
- ポール・パレー：1932年 - 1956年
- シャルル・ミュンシュ：1956年 - 1958年
- ピエール・デルヴォー：1958年 - 1992年
- アントネロ・アレマンディ (Antonello Allemandi) ：1992年 - 1997年
- ローラン・プティジラール：2004年 - 2017年
- マルク・コロヴィッチ：2022年 -

## 初演の記録（抄）
列末尾の括弧内は指揮者名である。
- サン＝サーンス：『死の舞踏』、1875.1.24, （コロンヌ）
- カミーユ・エルランジェ (Camille Erlanger) ：『ヴェレダ』、1889
- アーン：第1交響詩『ベルガモ風の愛の夜』、1897
- エネスコ：『ルーマニアの詩』、1898.2.6, （コロンヌ）
- シャルル・ケクラン：『海で 夜』、1904
- ラヴェル：『海原の小舟』、1907.2.3, （ピエルネ）
- ジャン・ロジェ＝デュカス：『フランス組曲』、1907
- ラヴェル：『スペイン狂詩曲』、1908.3.15, （コロンヌ）
- アーン：『勝利のプロメテ』、1908
- ポール・ラドミロー：交響詩『朝のブロセリアンド』、1909.11.28
- ドビュッシー：『映像』（第3集）第2曲「イベリア」、1910.2.20, （ピエルネ）
- ドビュッシー：『映像』（第3集）第1曲「ジーグ」、1913.1.26, （アンドレ・カプレ）
- リリ・ブーランジェ：カンタータ『ファウストとエレーヌ（フランス語版）』、1913.11.16
- アドルフ・ピリウ （フランス語版）（Adolphe Piriou)  、『古りし十字架のみもとに』、1921
- ラヴェル：『ツィガーヌ』（管弦楽版）、1924.11.30, （ジュルダン＝モランジュ (Vn) 、ピエルネ）
- ピエルネ：『フランシスコ会の情景（フランス語版）』、1927.12, （ティボー (Vn) 、ピエルネ）
- ピエルネ：『バスク幻想曲』、1927.12, （ティボー (Vn) 、ピエルネ）
- ジャン・クラ：『3つのノエル』、1930
- アンドレ・ブロック（フランス語版）(André Bloch)  、『ジャングル・ブック』、1933.4.2
- パレー：交響曲第1番、1935, （パレー）
- レイモン・ルシュール（英語版） (Raymond Loucheur) 、『第1交響曲』、1936.12.25
- パレー：『交響曲第2番』、1940, （パレー）